# Centris hyptidis
Centris hyptidis là một loài Hymenoptera trong họ Apidae. Loài này được Ducke mô tả khoa học năm 1908.